# Shrine of Remembrance

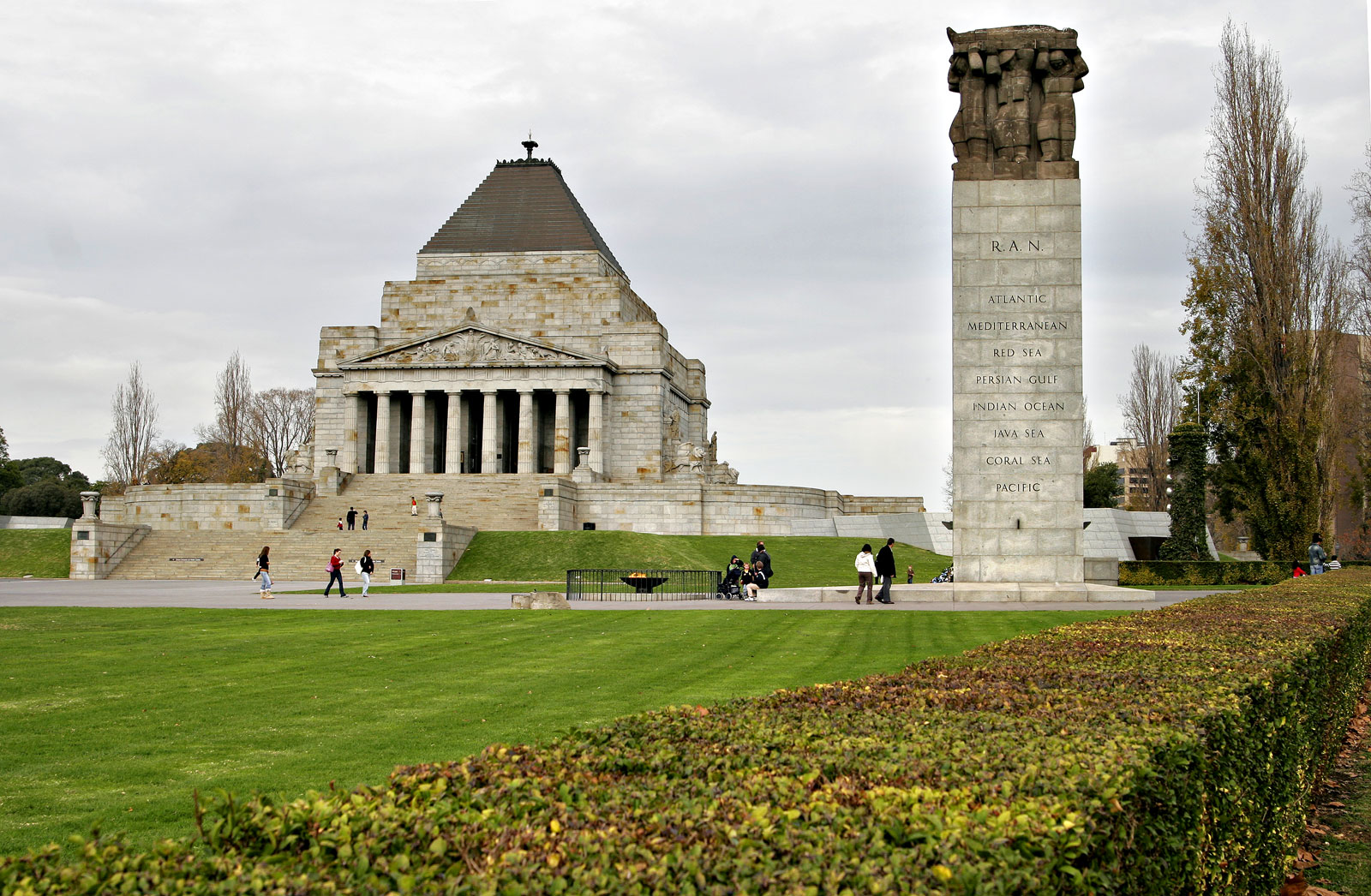
Ein Blick auf die Nordseite des Schreins zeigt viele Besucher, die ihren Respekt bekunden. Die jährliche Parade zum ANZAC Day nähert sich dem Schrein von Norden. Dieses Bild zeigt die Skulpturen im Pediment, die eindeutig von denen im Parthenon inspiriert wurden. Die zentrale Figur ist der „Call to Arms“.

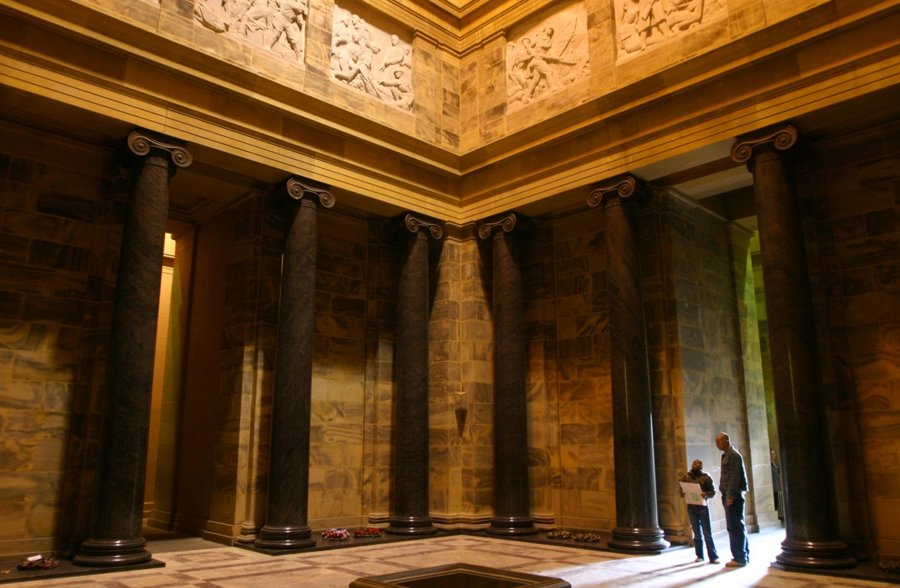
Im Inneren des Schreins

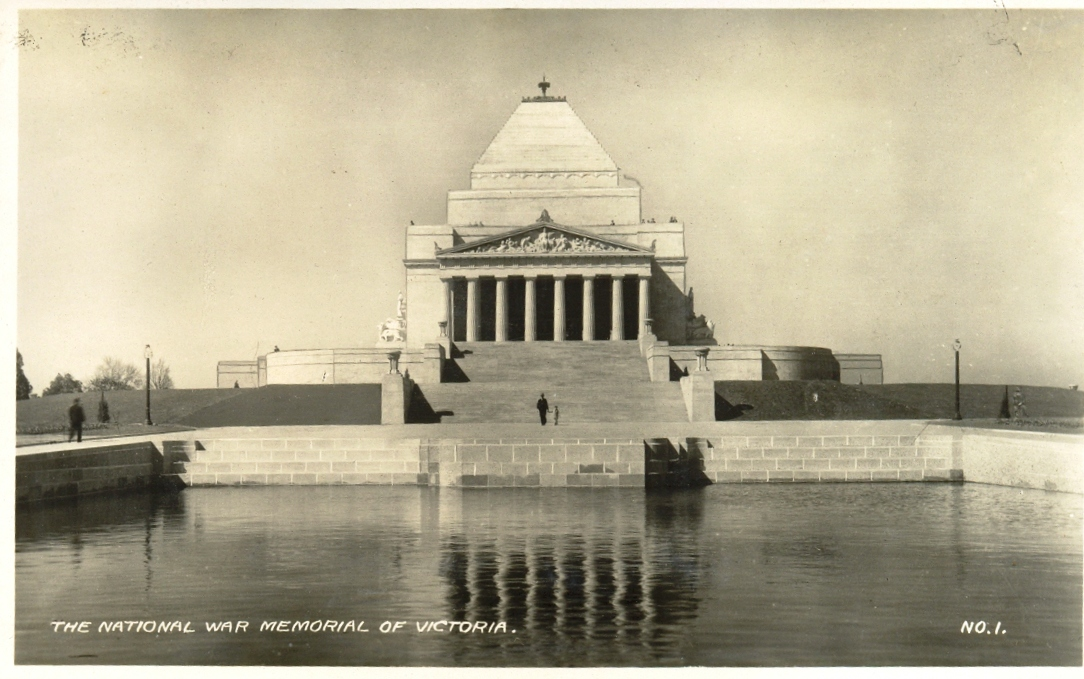
Der Schrein in den 1930er Jahren mit dem reflektierenden Pool vor der Nordseite, wo sich jetzt der World War II Forecourt befindet

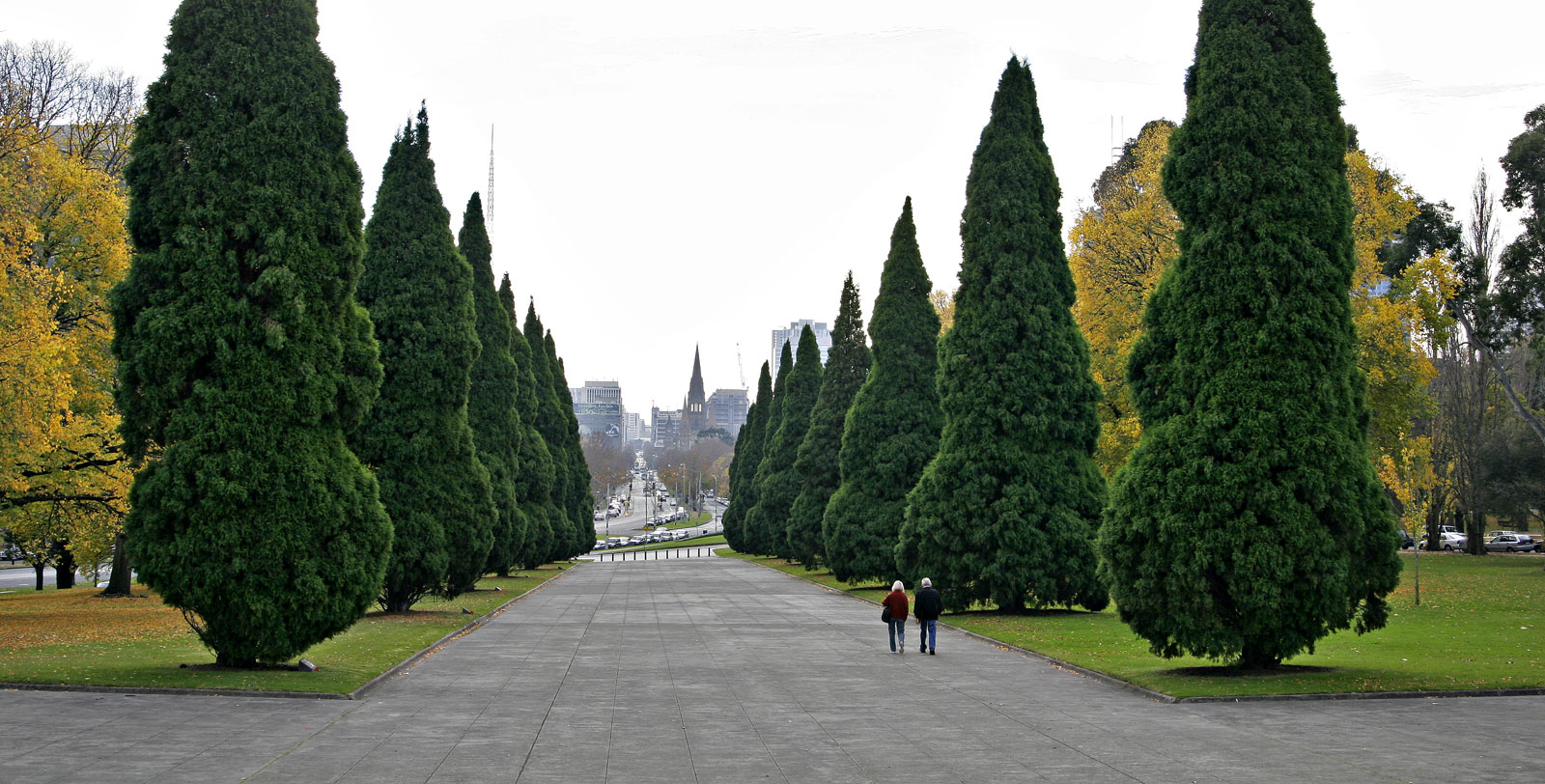
Die Ceremonial Avenue

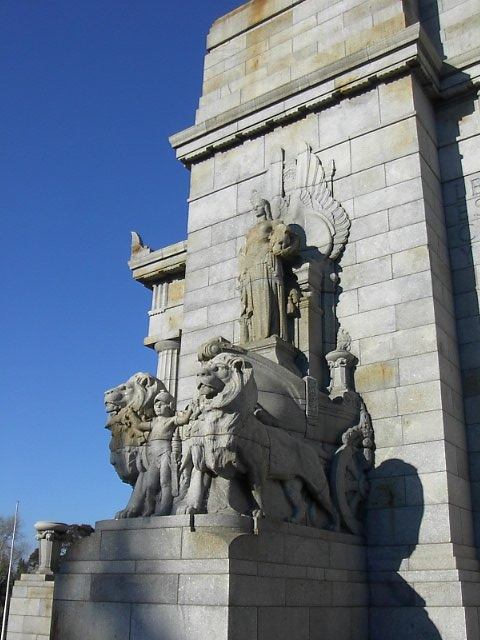
Eine der vier Gruppen von Statuen, die die Ecken des Schreins markieren. Griechische und assyrische Einflüsse sind zu sehen, aber keine christlichen Motive. Die vier Gruppen, die Frieden, Gerechtigkeit, Patriotismus und Opfer repräsentieren, wurden vom Bildhauer Paul Raphael Montford geschaffen.

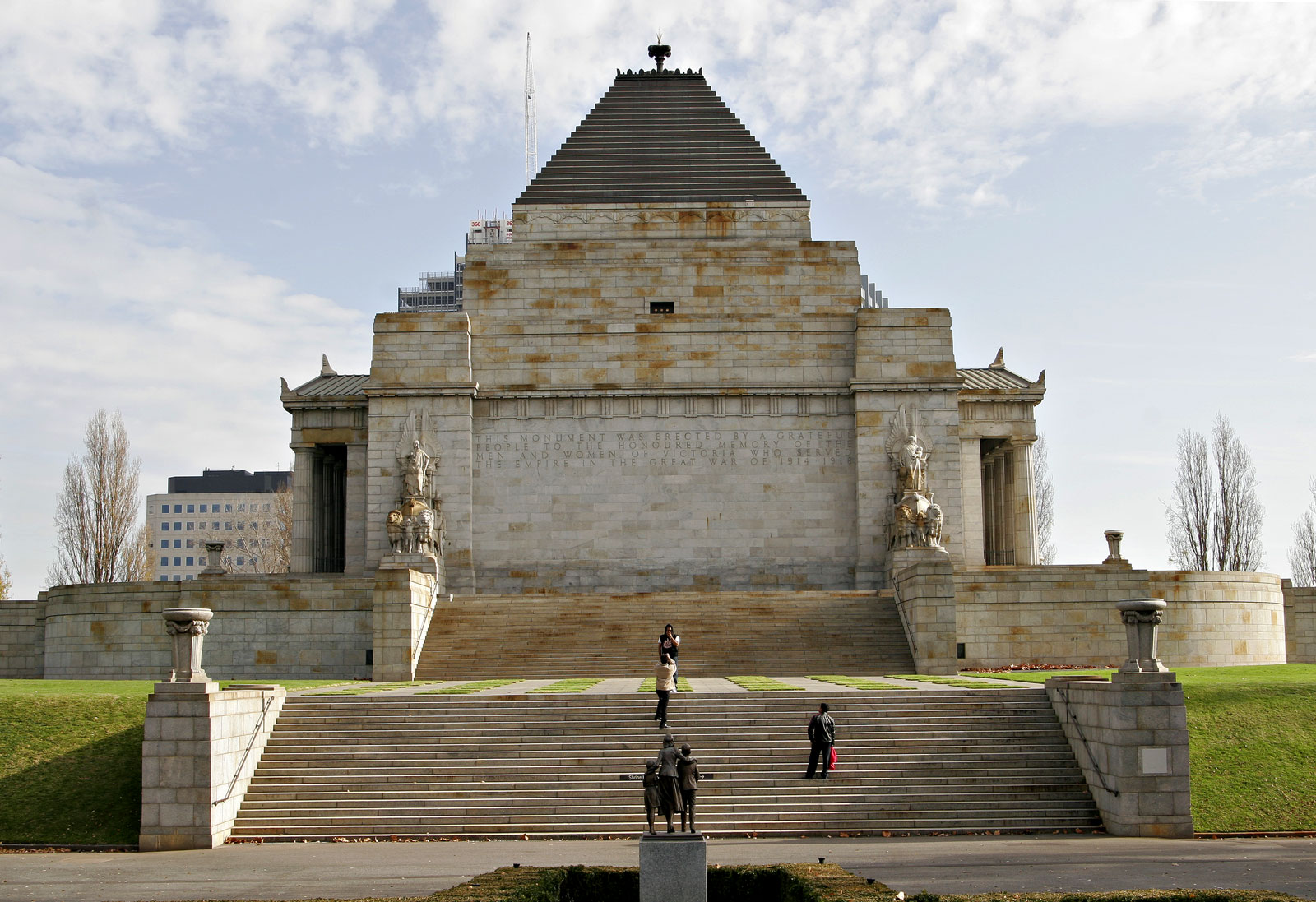
Die Westseite des Schreins

Der Shrine of Remembrance (englisch für Schrein der Erinnerung) in der St. Kilda Road in Melbourne ist eines der größten Kriegerdenkmäler in Australien. Es wurde errichtet als Denkmal für alle Männer und Frauen aus Victoria, die im Ersten Weltkrieg dienten, aber bald wurde es Australiens zentrales Denkmal für alle 60.000 Australier, die im Krieg starben. Heute dient es als Gedenkstätte für alle Australier, die Kriegsdienst leisteten und es ist der Platz für die jährliche Zeremonie zum ANZAC Day (25. April) und zum Remembrance Day (11. November).

## Geschichte
Vorschläge für ein Kriegerdenkmal in Melbourne gab es schon, als der Krieg im November 1918 endete. 1920 berief die Regierung von Victoria einen Beratungsausschuss, der einen Triumphbogen (arch of victory) über der St. Kilda Road, dem großen Boulevard von Melbourne in Richtung Süden und damit eine der meistbefahrenen Durchgangsstraßen Melbournes, ins Auge fasste. Im August 1921 bildete sich ein Exekutivkomitee, mit dem ehemaligen Kommandanten der australischen Streitkräfte im Krieg, General Sir John Monash, als treibender Kraft. Das Gremium verwarf die Idee eines Bogens und schlug ein großes Monumentaldenkmal im Osten der St. Kilda Road vor, wo es von der Stadt aus gut sichtbar war. Man schrieb einen Wettbewerb für das Design aus, den die beiden Melbourner Architekten und Kriegsveteranen Philipp Hudson und James Wardrop gewannen.
Das Design des vorgeschlagenen Schreins basierte auf dem alten Grab des Maussollos, dem Mausoleum von Halikarnassos, einem der Sieben Weltwunder. Es besaß eine massive, pyramidenförmige Struktur mit klassischen Portiken an den Enden weiter Treppenfluchten an der Nord- und Südseite. Als Baumaterial wählte man Granodiorit, das in Tynong abgebaut wurde. Die Presse kritisierte dieses Design wegen der Größe, der strengen Linien und der Kosten, vor allem Keith Murdochs Herald. Murdoch nannte den Schrein ein „Grab des Schwermuts“ („a tomb of gloom“). Einige christliche Kirchen verurteilten das Design als heidnisch, da es kein Kruzifix oder andere christliche Elemente enthielt. Der Jude Monash wurde deshalb beschuldigt, obwohl er in Wirklichkeit das Design von Hudson und Wardrop nicht gefördert hatte.
Angesichts dieser Kritik gab die Regierung von Victoria das Projekt 1926 auf und schlug stattdessen vor, ein Kenotaph in einem großen „ANZAC Square“ am Ende der Bourke Street vor dem Parlamentsgebäude zu errichten. Dafür hätte jedoch das Windsor Hotel, eines der ältesten und größten in Melbourne, abgerissen werden müssen. Monash schlug dann zurück und verwandelte den Marsch zum ANZAC Day 1927, bei dem er 30.000 Veteranen durch die Straßen von Melbourne führte, zu einer Demonstration für den Schrein in der St. Kilda Road, womit er die Unterstützung der einflussreichen Tageszeitungen Age und Argus sowie der mächtigen Returned and Services League (RSL) gewann. Daraufhin änderte die Regierung erneut ihre Ansichten.
Der Grundstein wurde am 11. November 1927 vom Gouverneur von Victoria, Arthur Somers-Cocks, 6. Baron Somers, gelegt. Obwohl die Regierungen von Victoria und des Commonwealth Zuschüsse gegeben hatten, wurde der größte Teil der Kosten für den Schrein durch öffentliche Spenden finanziert, wobei Monash als Hauptsammler agierte.
Monash, der vor 1914 als Ziviltechniker gearbeitet hatte, übernahm die persönliche Verantwortung für den Bau, der im Juli 1928 begann. Er wies Vorschläge zurück, wonach ein „unbekannter Soldat“ im Schrein begraben werden sollte, mit der Begründung, dass dies im noch zu bauenden Australian War Memorial in der neuen australischen Hauptstadt Canberra geschehen sollte. Er verweigerte auch Statuen einzelner Kriegsführer, einschließlich seiner selbst. Monash verfasste die Inschrift auf der Westseite des Schreins:
LET ALL MEN KNOW THAT THIS IS HOLY GROUND. THIS SHRINE, ESTABLISHED IN THE HEARTS OF MEN AS ON THE SOLID EARTH, COMMEMORATES A PEOPLE'S FORTITUDE AND SACRIFICE. YE THEREFORE THAT COME AFTER, GIVE REMEMBRANCE.
(Lasst alle Menschen wissen, dass dies heiliger Boden ist. Dieser Schrein, errichtet in den Herzen der Menschen wie auf fester Erde, erinnert an die Stärke und Opfer eines Volkes. Ihr, die ihr nachfolgt, gedenket ihrer.)
Diese Inschrift erregte wieder Kritik, weil sie keine christlichen und überhaupt keine religiösen Elemente enthielt. In der Tat war sie eng an die Gedenkinschriften des antiken Griechenlands angelehnt und reflektierte eher Monash klassische Bildung als sein Judentum. Monash starb 1931, bevor der Schrein fertiggestellt war, aber dessen Vollendung war ein Tribut an seine Entschlossenheit. Es gibt eine große Reiterstatue von Monash im Park in der Umgebung des Schreins, obwohl es am Schrein selbst keine Denkmäler für Einzelpersonen gibt.
Die – nicht von Monash verfasste – Inschrift an der Ostseite, lautet:
THIS MONUMENT WAS ERECTED BY A GRATEFUL PEOPLE TO THE HONOURED MEMORY OF THE MEN AND WOMEN WHO SERVED THE EMPIRE IN THE GREAT WAR OF 1914–1918.
(Dieses Monument wurde von einem dankbaren Volk zum ehrenden Gedenken an die Männer und Frauen, die dem Imperium im großen Krieg von 1914–1918 dienten, errichtet.)
Der Beginn der Weltwirtschaftskrise Ende 1929 verlangsamte die Bauarbeiten am Schrein. Aber von 1930 sorgte die Krise für den Fortschritt des Schreins, da zahlreiche arbeitslose Männer mit geringen Löhnen zur Arbeit am Projekt engagiert wurden. Viele von ihnen waren Kriegsveteranen, denen die Chance, zur Fertigstellung des Schreins beizutragen, willkommen war. Die Arbeiten waren schließlich im September 1934 abgeschlossen und der Schrein wurde am 11. November 1934 formell durch den Duke of Gloucester gewidmet, wobei 300.000 Zuschauer die vermutlich größte Menschenansammlung in Melbourne bildeten.
Nach dem Zweiten Weltkrieg verspürte man die Notwendigkeit, dem Schrein ein Element hinzuzufügen, mit dem der australischen Kriegsopfer des zweiten großen Krieges gedacht wurde. Das Ergebnis waren der World War II Forecourt (eine weitreichende Anlage aus Stein vor der Nordseite des Schreins), die Eternal Flame (eine permanente Gasflamme westlich der Nordseite) und das World War II Memorial, ein 12,5 m hohes Kenotaph etwas weiter westlich. Der Vorhof ersetzte ein reflektierendes Wasserbecken, das während des Krieges geleert und wieder aufgefüllt worden war. Diese Erweiterungen wurden von Königin Elisabeth II. am 28. Februar 1954 gewidmet. An Australiens Beteiligungen an späteren Kriegen, wie dem Koreakrieg, der Malayan Emergency, dem Vietnamkrieg und dem Golfkrieg, wird mit Inschriften erinnert.
1951 wurde die Leiche von Field Marshal Sir Thomas Blamey, dem militärischen Kommandanten Australiens während des Zweiten Weltkriegs, drei Tage lang zur öffentlichen Besichtigung ausgestellt und anschließend mit einem Staatsbegräbnis beigesetzt. Dies war der einzige Fall, in dem das Gebäude einem anderen Zweck diente.
Während des Vietnamkriegs wurde der Schrein zu einem Zentrum des Konflikts, als Kriegsgegner während der Zeremonien zum ANZAC Day gegen Australiens Beteiligung am Krieg demonstrierten. 1971 wurde der Schrein entstellt, als jemand das Wort PEACE (Frieden) in großen weißen Buchstaben auf die Säulen des nördlichen Portikus malte. Trotz intensiver Reinigung sorgte die poröse Struktur des Gesteins dafür, dass der Slogan noch 20 Jahre lang schwach sichtbar blieb.
1985 wurde der Remembrance Garden (Garten der Erinnerung) an der Westseite des Schreins hinzugefügt, um diejenigen, die in Konflikten nach dem Zweiten Weltkrieg dienten, zu ehren. Der Garten umfasst einen Teich, einen Wasserfall und eine Mauer aus Granit, auf der die Ortsnamen der Konflikte stehen, an denen Australien beteiligt war, wie Kuwait (Golfkrieg) und Osttimor.

## Der Schrein heute
In den vergangenen 70 Jahren war der Schrein das Zentrum des Kriegsgedenkens in Melbourne. Obwohl der Volkstrauertag am 11. November der offizielle Gedenktag für die Kriegsopfer ist, wurde er in der öffentlichen Wahrnehmung allmählich vom ANZAC Day am 25. April verdrängt, der im Gegensatz zum Volkstrauertag ein speziell australischer (und neuseeländischer) Gedenktag ist. An jedem ANZAC Day findet am Schrein ein „dawn service“ statt, der große Menschenmengen anzieht, und der Veteranenmarsch endet im Vorhof des Schreins.
Im Inneren des Schreins befindet sich das Sanktuarium, das den Stone of Remembrance (Stein der Erinnerung) enthält, einem im Boden versenkten Marmorstein. Besucher müssen den Kopf neigen, um die Inschrift zu lesen:
GREATER LOVE HATH NO MAN
(Größere Liebe besitzt kein Mensch.)
Der Stein ist auf eine Apertur im Dach des Sanktuariums ausgerichtet, so dass genau um 11 Uhr morgens am 11. November ein Sonnenstrahl auf das Wort LOVE fällt und die Stunde und den Tag des Waffenstillstands anzeigt, mit dem der Erste Weltkrieg endete. Die Einführung der Sommerzeit in Victoria hatte aber zur Folge, dass der Sonnenstrahl um 11 Uhr nicht mehr auf die richtige Stelle fiel. Deshalb wurde ein Spiegel am Dach angebracht, um das Sonnenlicht zur richtigen Zeit auf den Stein zu lenken. Während des restlichen Jahres simuliert eine Lampe den Effekt.
Rund um die Wände des Sanktuariums verläuft ein Fries aus zwölf geschnitzten Tafeln des Bildhauers Pietro Porcelli, auf denen die Streitkräfte während des Ersten Weltkriegs in Aktion abgebildet sind. Entlang des Ambulatoriums findet man 42 bronzene Schatullen, die handschriftliche, bebilderte Books of Remembrance (Gedenkbücher) enthalten. In diesen sind die Namen aller Einwohner Victorias verzeichnet, die sich zum aktiven Kriegsdienst bei der First Australian Imperial Force (AIF) oder der Australian Naval and Military Expeditionary Force im Ersten Weltkrieg eingeschrieben hatten oder die im Lager vor der Einschiffung starben. Diese Bücher werden jeden Tag auf einer anderen Seite aufgeschlagen.
Unter dem Sanktuarium befindet sich die Krypta, die die Statue eines Vaters und Sohns enthält, die die zwei Generationen repräsentiert, die zusammen in den Krieg zogen. Rund um die Wände gibt es Tafeln, die jede Einheit der AIF bis zum Bataillon und Regiment mit den Farben der Schulterklappen auflisten. In der Krypta hängen die Standarten der verschiedenen Bataillone und Regimente, die mit ihren Kriegsehren aufgelistet werden.
Der Schrein liegt in einem großen Park, der King's Domain. Über die Jahre wurden viele andere Kriegerdenkmäler in dieser Gegend errichtet, darunter das Australian-Hellenic Memorial für die australischen und griechischen Toten in den Schlachten in Griechenland und auf Kreta im Jahr 1941 und Statuen von Monash und Blamey. Viele der Bäume, die die Zugänge zum Schrein einrahmen, tragen Gedenktafeln, die an einzelne Armee-Einheiten, Kriegsschiffe oder Schwadrone der Air Force erinnern und von Veteranengruppen dort angebracht wurden. In der Nähe findet man auch ein älteres Denkmal für Einwohner von Victoria, die im Burenkrieg von 1899 bis 1902 getötet wurden.
An der nordöstlichen Ecke des Schreins befindet sich das Gallipoli Memorial, eine kleine Statue des „Man with the Donkey“ (Mann mit dem Esel). Offiziell repräsentiert die Statue die „Kraft und Leidenschaft des australischen Soldaten“ („valour and compassion of the Australian soldier“), aber es ist das Modell des Private John Simpson Kirkpatrick und die Daten auf dem Denkmal – 25. April bis 19. Mai – stehen für die Periode, in der Simpson in Gallipoli überlebte. In der Nähe steht eine kalabrische Kiefer, die aus dem Saatgut der originalen Lone Pine in Gallipoli wuchs. (Diese einsame Pinie stand auf dem Feld der nach ihr benannten Schlacht.)
Wegen der steigenden Besucherzahlen in den 1990er Jahren wurden ein neues Besucherzentrum und ein Museum im Schrein eingerichtet (eröffnet 2003). Das Zentrum enthält ein Auditorium, Verwaltungseinrichtungen und weitere Annehmlichkeiten. Es bietet den Besuchern, einschließlich der vielen Schulklassen, die den Schrein jeden Tag besuchen, verbesserte Möglichkeiten und erleichtert alten und behinderten Menschen den Zugang. Die äußeren und die Türen im Norden werden nur noch für zeremonielle Zwecke benutzt. Der Zugang vom Besucherzentrum führt nun direkt in die Krypta und eine kurze Treppenflucht hinauf. Im Besucherzentrum wird das Victoria Cross, das Hauptmann Robert Cuthbert Grieve 1917 in der Schlacht von Messines gewann, ausgestellt.
Da die Erinnerungen an die einzelne Schlachten des Ersten Weltkriegs (abgesehen von Gallipoli) in Australien verblasst sind, sind sich nur noch wenige Menschen der „Battle Honours“-Scheiben, der 16 Steinscheiben in der Balustrade des Schreins, bewusst. Diese Scheiben sind die Kriegsehren, die von König George V. verliehen wurden und an Australiens Beitrag zu folgenden Schlachten erinnern:
- Landung in der Anzac-Bucht (Gallipoli)
- Sari Bair
- Romani
- Gaza-Beersheba
- Nordsee
- Kokosinseln
- Megiddo
- Damaskus
- Villers Bretonneux
- Amiens
- Saint-Quentin
- Siegfriedstellung
- Ypern
- Messines
- Pozières
- Bullecourt

Der Schrein wird von einem durch die Regierung von Victoria berufenen Kuratorium verwaltet. Das Kuratorium ist verantwortlich für die Pflege, die Verwaltung und die Erhaltung des Gebäudes und die Entwicklung der Gedenkstätte. Die Sicherheit ist in den vergangenen Jahren deutlich verbessert worden, eine Gruppe von Polizeibeamten aus Victoria bewacht den Schrein jederzeit. Während der Öffnungszeiten oder einer Zeremonie tragen sie eine Uniform des Australian Light Horseman aus dem Ersten Weltkrieg mit Insignien der Polizei von Victoria.